# Вельзевул

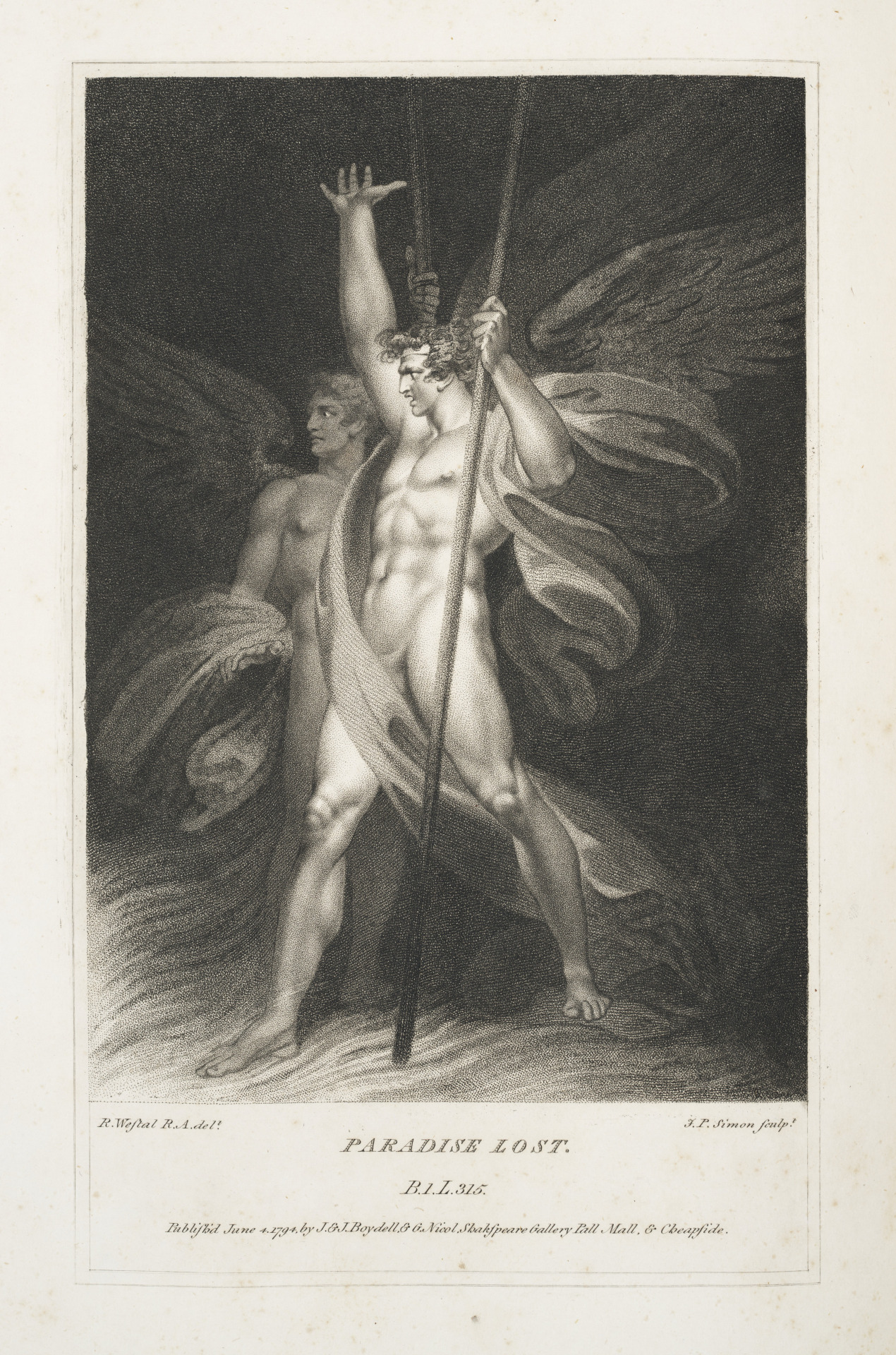
Сатана і Вельзевул. Ілюстрація з книги «Життя Мілтона» Вільяма Гейлі, 1795

Вельзеву́л, а також Веельзевул, Вельзебуб, Вельзевуб, Веельзебут, Баал-Зебуб (від івр. בעל זבוב — буквально — «володар летючих речей») — у ранньохристиянській релігії — володар демонів, друга фігура в Пеклі, найближчий соратник і співправитель Сатани-Люцифера. Вельзевул настільки високопоставлений і могутній, що його нерідко приймають за верховного вождя пекельних сил замість Сатани.
Вельзевула (Баал-Зебуба) шанували філістимляни і ханаанеї, найвідоміший оракул цього божества знаходився в місті Екрон. Ізраїльський цар Ахазія, занедужавши, відправив послів запитати у Баал-Зебуба, екронського бога, чи видужає він, — за це Яхве прирік його на смерть (4 Книга Царів 1, 2-6). У перекладі його ім'я означає «повелитель мух». За однією популярною версією, жителі Ханаана, що шанували Вельзевула, як верховне божество, зображували його у вигляді мухи, якій були додані атрибути вищої влади (дійсно є археологічні знахідки виробів у вигляді мухи, присвячені, очевидно, відповідному божеству). Згідно з Жаном Боденом («Про демономанії відьом»), «в храмі Вельзевула не було жодної мухи», чим і пояснюється його ім'я; в іншому трактуванні — він — «мушиний бог», який захищав людей від укусів мух (а також покровитель лікарської науки). Вважається також, що жерці цього божества робили свої прогнози на підставі спостережень за польотом мух. Ще за однією версією, Вельзевул отримав своє прізвисько за те, що разом з мухами наслав чуму на Ханаан. Це може також відноситися до того факту що статуя бога, низ якої заплямлений жертовною кров'ю, повинна була притягувати велику кількість мух. Етимологія осмислювалася як метафора, що виражає сутність Вельзевула; так в розумінні Шпренгера і Інстіторіса («Молот відьом»), «Вельзевул» перекладається як «чоловік мух», мухи означають грішні душі, які покинули свого істинного «нареченого» — Христа і стали «дружинами» Вельзевула. Ю. Сандулов («Диявол», 1997) вважає, що образ Вельзевула — «повелителя мух» перегукується з зороастрійською традицією, де «тварини, пов'язані з поїданням падалі, трупів, що викликають асоціації з нечистю, брудом (у тому числі й мухи), проголошувалися віднесеними до царства Ахрімана». Демон смерті Насу («труп») представлявся у вигляді огидною трупної мухи, що прилітає після смерті людини, щоб заволодіти його душею і осквернити тіло. У стародавніх євреїв муха також вважалася нечистою комахою і не повинна була з'являтися в храмі Соломона. Християнська традиція засвоїла образ мухи — носія зла, морової виразки, гріха. Ла-Вей в «Сатанинській Біблії» стверджує, що образ Вельзевула утворився з символізму скарабея (священного жука єгиптян). В ієрархії Р. Дуканта (1963) Вельзевул — повелитель комах.
Сучасна наука пропонує ще кілька тлумачень імені Вельзевула: 1) в єврейському середовищі існувало поширене в народній християнській латині ім'я сатани «zabulus» (перекручене грецьке «диявол»), в такому випадку «Вельзевул» означає «Ваал-диявол» (тобто є синонімом диявола, сатани), 2) єврейське дієслово zabal — «вивозити нечистоти» застосовувалося в раввіністичній літературі, як метафора для позначення духовної «нечистоти» — відступництва, ідолопоклонства, тощо. В такому випадку «Вельзевул» означає «повелитель скверн»; 3) «повелитель оселі» — від єврейського zebul — «житло», тобто домашнє божество, охоронець осередку.
В Євангеліях розповідається, що фарисеї і книжники стверджували, ніби Ісус Христос «має в Собі Вельзевула» (Мк. 3, 22) та «виганяє бісів не інакше, як силою Вельзевула, князя демонів» (Мт. 12, 24, див. також Лук. 11, 15-19). В іншому місці Христос каже: «Учень не більший за вчителя, а раб понад пана свого … Якщо господаря будинку назвали Вельзевула, не тим чи більше домашніх його?» (Мт. 10, 24, 25).
В «Заповіті Соломона» (3 в.), Вельзевул — князь (екзарх) демонів, якого закликає до себе цар Соломон. Демон грізно кричить і вивергає язики полум'я, але змушений підкоритися магічному персню.
Про себе він каже: «Я був першим ангелом в перших небесах, які називалися Beelzeboul. А тепер я керую всіма, хто полонений в Тартарі. Але я також маю дитину, і вона живе в Червоному морі. І при будь-якому відповідному випадку він являється мені знову, підкоряючись мені, і показує мені, що він зробив, і я підтримую його». Вельзевул стверджує, що скидає королів, укладаючи союз з іноземними тиранами; дає кожній людині власного демона, щоб той вірив в нього і був обманутий; обраних служителів Бога, священиків і відданих людей він збуджує «до бажань злих гріхів, і злих єресей, і беззаконних справ» і схиляє їх до руйнування; надихає людей на заздрість і вбивство, і на війни і содомію, і на інші злі речі, він збирається знищити світ. Його підступам протистоїть «святе і дорогоцінне ім'я Всемогутнього Бога, званого Євреями рядом чисел, сума яких є 644, і серед Греків, це — Emmanuel». Якщо його заклинати ім'ям влади Elekth, він відразу зникає.
У апокрифічному Євангелії від Никодима (VI століття), що зображує сходження Ісуса в пекло, Вельзевул названий князем пекла (його помічник Інфернус кличе пана «триголовим Вельзевулом»). Відповідно до подібних текстів Вельзевула часто вважали верховним государем пекельної імперії, іноді ототожнюючи його з Сатаною. Він перерахований в номенклатурі диявольських імен в «Етимології» Ісидора Севільського (VII ст.). На малюнку з манускрипту XIV століття (Бібліотека битливим), алегорично зображає людські пороки і покарання за них, Вельзевул, «князь демонів» (princeps daemoniorum), сидить під коренем «древа смерті» і дзвонить в дзвони, що символізують сім смертних гріхів. Інші автори, однак, вважали його могутнім помічником Сатани. У «Містерії про Страсті» А. Гребана Вельзевул — один з помічників Люцифера. У Мілтона у «Втраченому раю» Вельзевул — «падший Херувим», «другий за рангом і злодійством» після Сатани. Згідно з ієрархією Р. Бертона («The Anatomy of Melancholy», 1621) і, пізніше, Ф. Барретом («The Magus», 1801), Вельзевул — князь першого чину демонів, «псевдобоги» — тих, «хто, прийнявши ім'я божественної величі, бажають бути шанованими за богів, і приймати жертви і поклоніння» (І. Віер, «De Praestigius Daemonum», 1563). У «Чорному Вороні», що приписується д-ру Фаусту (XVI ст.), Вельзевул — один з чотирьох губернаторів пекла. У нідерландському каталозі 1596 року Вельзевул іменується «гранд-майстер, суверенний командор і лорд пекельного царства». У розподілі семи смертних гріхів П. Бінсфельда («Tractatus de Confessionibus Maleficorum et Sagarum», 1589) Вельзевул виявляється відповідальним за обжерливість. Цікаво, що при цьому французький трубадур Рауль де Гуда (поч. XIII ст.) В поемі «Сон про пекло» («Le songe d'enfer») описує пекельне бенкет, закочений королем Вельзевулом, а Джакоміні Веронський (XIII ст.) Зображує як кухар Вельзевул підсмажує душу, «немов жирну свиню», заправляючи її соусом з води, солі, сажі, вина, жовчі, міцного оцту і декількох крапель отрути і відправляє її до столу пекельного царя. В ієрархії І. Віера Вельзевул (Beelzebuth) — глава Пекельної імперії (що стоїть над Сатаною і Люцифером), засновник Ордена Мухи, в який входять Молох, Ваал, Адрамелех та інші. У пізній каббалі Вельзевул — другий з десяти Архідемонів (Елементали зла), «князь тьми і демонів» (МакГрегор Матерс, Жюль Лерміна), архідиявол другий злий Сефір Ghaigidiel, поряд з Адамом Беліалом.
У «Діяннях святих» князь демонів Вельзевул і його свита мешкає на острові, «іменованому Галлінарі» — демони залишають острів «з виттям і шумом», коли туди вступає святий Аматор; влаштувавшись на придорожній скелі вони збиралися спокушати подорожніх, але святий ім'ям Христа прогнав їх і звідти.